# 核磁共振

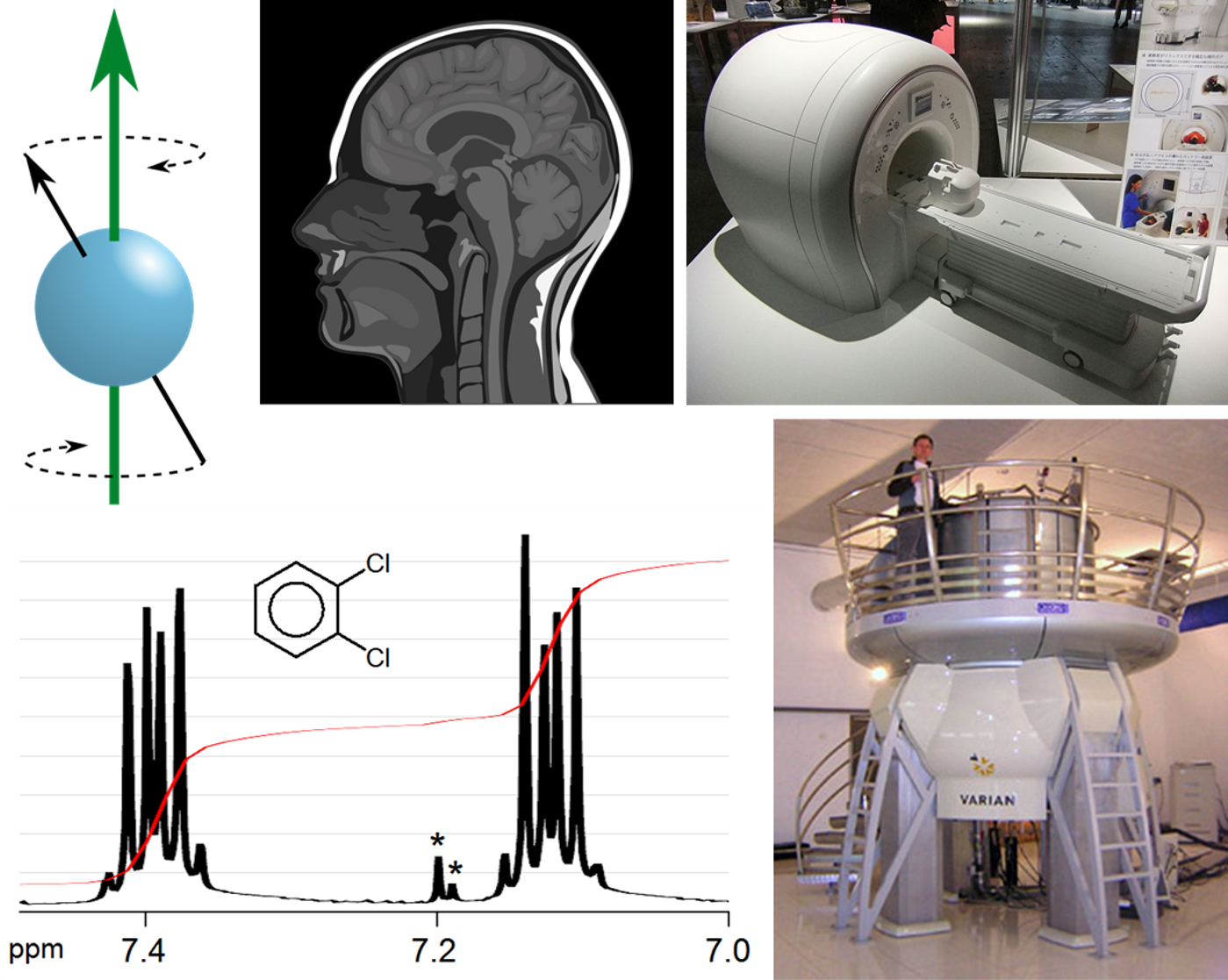
（从左上角起，延著顺时针螺旋方向）1. 自旋进动；2. 人脑的核磁共振成像图；3. 磁共振成像设备；4. 核磁谱仪；5. 邻二氯苯的氢谱

核磁共振（英語：Nuclear Magnetic Resonance，简称 ）是原子核在静态磁场中与射频电磁波发生相互作用的物理现象。对于该现象的应用主要有磁共振成像和核磁共振波谱等。
量子物理研究发现，某些原子核同时具有磁性与自旋的内禀性质，因此在静磁场在中会以特定的频率（通常在射频范围）进动。此时若对其施加相同频率的震荡磁场，两者就会发生共振，从而改变核自旋的状态。

## 历史

### 发现
1921至1922年，物理学界通过施特恩-格拉赫实验等诸多实验认识到了电子自旋的存在，人们猜测，若原子核也存在自旋性质，原子光谱里的诸多现象就能得到解释。1924年，沃尔夫冈·泡利提出了泡利不相容原理，即没有两个电子可以在同一时间共享相同的量子态。1925年，乌伦贝克和古德斯米特受泡利不相容原理的启发，提出了原子自旋概念。接下来，泡利在乌伦贝克与古兹密特工作的基础上，完善了原子自旋描述的泡利矩阵。1939年，拉比等人将氢分子束置于静态磁场下，并给予射频电磁波辐射，发现某个特定频率的电磁波被集中吸收了，这是人类史上首次探测到核磁共振现象。

### 应用为波谱技术
1946年，斯坦福大学的布洛赫等人对核磁矩在核磁共振中的行为进行了推测，因此在样品水旁放置了能探测射频辐射的铜线圈，成功的检测到了射频能量的吸收；几乎在同一时间，哈佛大学的珀塞尔等人也用相似的方法从一小块样品蜡中探测到了氢原子磁矩对于射频辐射的吸收；这两项实验标志着人们对于核磁共振现象的初步运用。1951年，帕卡德等人首次对乙醇进行了核磁实验并得到了其氢谱，这一研究向学界揭示了核磁共振能成为分析化学领域内一个强有力的技术。

### 应用为成像技术
1969年，纽约州立大学的达马迪安通过监测核磁共振的弛豫时间成功地将小鼠的癌细胞与正常组织细胞区分开来。在达马迪安新技术的启发下，1971年石溪大学的物理学家劳特伯利用核磁共振对两个装满水的试管进行成像，产生了人类历史上第一张核磁共振图像。1972年，英国诺丁汉大学教授曼斯菲尔德发现，通过增加核磁共振的外部磁场梯度，可以观察到化学物质的原子结构，并且创建三维图像。1973年，劳特伯应用他的设备成功地绘制出了一个活体蛤蜊的内部结构图像。
| \| 年份 \| 奖项 \| 获奖者 \| 获奖者 \| 國家 \| 获奖原因 \| \| ------ \| ------------ \| ------------- \| ------------------- \| ---- \| ------------------------------------------------------------------------------------------------------------------------------------------------------------------------------------------------------------------------------------------------------------------------------------------------------------------------------------------------------------------------------- \| \| 1943年 \| 物理学 \| \| 奥托·施特恩 \| 美国 \| 对分子束方法的发展以及有关质子磁矩的研究发现 for his contribution to the development of the molecular ray method and his discovery of the magnetic moment of the proton [11] \| \| 1944年 \| 物理学 \| \| 伊西多·拉比 \| 美国 \| 用共振方法记录原子核的磁属性 for his resonance method for recording the magnetic properties of atomic nuclei [12] \| \| 1952年 \| 物理学 \| \| 费利克斯·布洛赫 \| 美国 \| 发展出用于核磁精密测量的新方法，并凭此所得的研究成果 for their development of new methods for nuclear magnetic precision measurements and discoveries in connection therewith [13] \| \| 1952年 \| 物理学 \| \| 爱德华·珀塞尔 \| 美国 \| 发展出用于核磁精密测量的新方法，并凭此所得的研究成果 for their development of new methods for nuclear magnetic precision measurements and discoveries in connection therewith [13] \| \| 1991年 \| 化学 \| \| 理查德·恩斯特 \| 瑞士 \| 对开发高分辨率核磁共振谱学方法的贡献 for his contributions to the development of the methodology of high resolution nuclear magnetic resonance (NMR) spectroscopy [14] \| \| 2002年 \| 化学 \| Kurt Wüthrich \| 库尔特·维特里希 \| 瑞士 \| 发展了对生物大分子进行鉴定和结构分析的方法，建立了利用核磁共振波谱来解析溶液中生物大分子三维结构的方法 for the development of methods for identification and structure analyses of biological macromolecules [...] for his development of nuclear magnetic resonance spectroscopy for determining the three-dimensional structure of biological macromolecules in solution [15] \| \| 2003年 \| 生理学或医学 \| \| 保罗·劳特伯 \| 美国 \| 在核磁共振成像方面的发现 for their discoveries concerning magnetic resonance imaging [16] \| \| 2003年 \| 生理学或医学 \| \| 彼得·曼斯菲尔德爵士 \| 英国 \| 在核磁共振成像方面的发现 for their discoveries concerning magnetic resonance imaging [16] \| |              |               |                     |      | |
| 年份 | 奖项         | 获奖者        | 获奖者              | 國家 | 获奖原因 |
| 1943年 | 物理学       |               | 奥托·施特恩         | 美国 | 对分子束方法的发展以及有关质子磁矩的研究发现 for his contribution to the development of the molecular ray method and his discovery of the magnetic moment of the proton |
| 1944年 | 物理学       |               | 伊西多·拉比         | 美国 | 用共振方法记录原子核的磁属性 for his resonance method for recording the magnetic properties of atomic nuclei |
| 1952年 | 物理学       |               | 费利克斯·布洛赫     | 美国 | 发展出用于核磁精密测量的新方法，并凭此所得的研究成果 for their development of new methods for nuclear magnetic precision measurements and discoveries in connection therewith |
| 1952年 | 物理学       |               | 爱德华·珀塞尔       | 美国 | 发展出用于核磁精密测量的新方法，并凭此所得的研究成果 for their development of new methods for nuclear magnetic precision measurements and discoveries in connection therewith |
| 1991年 | 化学         |               | 理查德·恩斯特       | 瑞士 | 对开发高分辨率核磁共振谱学方法的贡献 for his contributions to the development of the methodology of high resolution nuclear magnetic resonance (NMR) spectroscopy |
| 2002年 | 化学         | Kurt Wüthrich | 库尔特·维特里希     | 瑞士 | 发展了对生物大分子进行鉴定和结构分析的方法，建立了利用核磁共振波谱来解析溶液中生物大分子三维结构的方法 for the development of methods for identification and structure analyses of biological macromolecules [...] for his development of nuclear magnetic resonance spectroscopy for determining the three-dimensional structure of biological macromolecules in solution |
| 2003年 | 生理学或医学 |               | 保罗·劳特伯         | 美国 | 在核磁共振成像方面的发现 for their discoveries concerning magnetic resonance imaging |
| 2003年 | 生理学或医学 |               | 彼得·曼斯菲尔德爵士 | 英国 | 在核磁共振成像方面的发现 for their discoveries concerning magnetic resonance imaging |

## 原理

### 原子核的性质
| 核素   | 基态自旋 量子数 | 丰度 （%） | 磁旋比 {\displaystyle \gamma } （106 rad s−1 T−1） |
| ------ | --------------- | ---------- | -------------------------------------------------- |
| 1H     | 1/2             | ~100       | 267.513                                            |
| 2H (D) | 1               | 0.015      | 41.065                                             |
| 7Li    | 3/2             | 92.5       | 103.962                                            |
| 11B    | 3/2             | 80.1       | 85.847                                             |
| 13C    | 1/2             | 1.1        | 67.283                                             |
| 15N    | 1/2             | 0.37       | -27.126                                            |
| 17O    | 5/2             | 0.04       | -36.281                                            |
| 19F    | 1/2             | ~100       | 251.815                                            |
| 23Na   | 3/2             | ~100       | 70.808                                             |
| 29Si   | 1/2             | 4.7        | −53.190                                            |
| 31P    | 1/2             | ~100       | 108.394                                            |
| 35Cl   | 3/2             | 75.77      | 10.610                                             |
| 63Cu   | 3/2             | 69.17      | 71.118                                             |
| 12C    | 0               | 98.9       |                                                    |
| 16O    | 0               | ~100       |                                                    |

#### 核自旋
一个旋转的物体具有角动量。在量子力学领域，自旋也是角动量的一种形式，然而它事实上并非由旋转产生，而是粒子的一种内禀性质，并且是量子化的。原子核由中子与质子构成，两者都具有 1/2 的自旋量子数，它们以各种数量组合构成了不同的核素。许多核素也具有自旋，核自旋量子数是由一个或多个质子与中子的自旋量子数 {\displaystyle S} 依照角动量叠加原理得到的，通常用 {\displaystyle I} 表示。同时，多个质子与中子以不同的方式叠加会产生不同的核自旋状态，核自旋态之间的跃迁通常需要极高的能量（约1011 kJ/mol），因此大多数情况下核自旋处于基态，基态核自旋量子数具有下列规律：
1. 质量数为奇数的核素具有半整数自旋，例如1H，13C；
2. 质量数为偶数、且质子数与中子数均为偶数的核素，基态核自旋量子数为 0，例如12C、16O、56Fe；
3. 质量数为偶数、且质子数和中子数均为奇数的核素，基态核自旋量子数为大于 0 的整数，例如2H、10B、14N。

#### 核的磁性
磁性是物质与磁场发生作用的能力，通常由磁矩 {\displaystyle \mu } 定量描述，一个物体的磁能取决于自身的磁矩以及磁场的大小，即 {\displaystyle E_{mag}=-\mu B}。与自旋类似，各基本粒子也具有磁性的内禀性质，原子核的磁性可由质子与中子的磁性经量子叠加得到，其磁矩大小与自旋角动量成正比：{\displaystyle {\boldsymbol {\hat {\mu }}}=\gamma {\boldsymbol {\hat {S}}}}，其中 {\displaystyle \gamma } 为磁旋比，单位为弧度每秒每特斯拉（rad s−1 T−1），是不同的粒子所具有的特征常数。:23-26

### 经典物理表述

核自旋在磁场中的进动

人们普遍认为，核磁共振现象来源于原子核的自旋角动量在外加磁场作用下的进动，这种论述通常被称为核磁共振现象的经典物理表述。 

#### 进动与拉莫频率
当带有磁性的物体（例如一个指南针）被放置在磁场中时，磁矩的方向会旋转至与磁场方向平行，以降低磁能。当原子核位于磁场中时，由于其同时具有角动量，角动量与磁场的方向（即极化方向）并不能与磁场方向保持平行，而是与磁场方向保持一定角度旋转，如同在一个以磁场方向为轴的圆锥体上，这种运动方式被称为自旋进动。
自旋进动的频率被称为拉莫频率，与磁场大小和磁旋比成正比：{\displaystyle {\boldsymbol {\omega }}=-\gamma {\boldsymbol {B}}}，单位为弧度每秒（rad/s）。若以赫兹（Hz）为单位，公式如下：
进动的方向与磁旋比相关，若磁旋比为正，拉莫频率为负，进动方向则以顺时针方向沿磁场方向旋转，例如1H与13C，反之则为逆时针。:26-30

#### 共振电波
当施加射频电波（通常为脉冲波）时，进动中的核自旋会感受到两个磁场：静态磁场和射频电波的振荡场，前者的磁场强度会比后者大好几个数量级，因此通常情况下射频振荡场对核自旋状态（如磁矩的方向与大小）并不会产生影响。然而，若施加的电波频率与拉莫频率相同，两者就会发生共鸣，从而使得自旋状态发生显著变化。:247

### 量子物理表述
量子物理学认为，一个具有量子数为 {\displaystyle I} 的核量子态具有 {\displaystyle 2I+1} 个折叠简并态，施加磁场时，简并度会被破坏并分裂，这就是原子核的塞曼分裂。因此，诸如12C、16O等量子数为 0 的核素并不具有核磁共振行为。核自旋量子数为1/2 的核素在核磁共振波谱学中最为重要。原子核自旋大于1/2 的被称为四极核，由于其塞曼分裂为两个以上的能级，核磁共振研究会更加困难。:5-15

#### 塞曼本征态

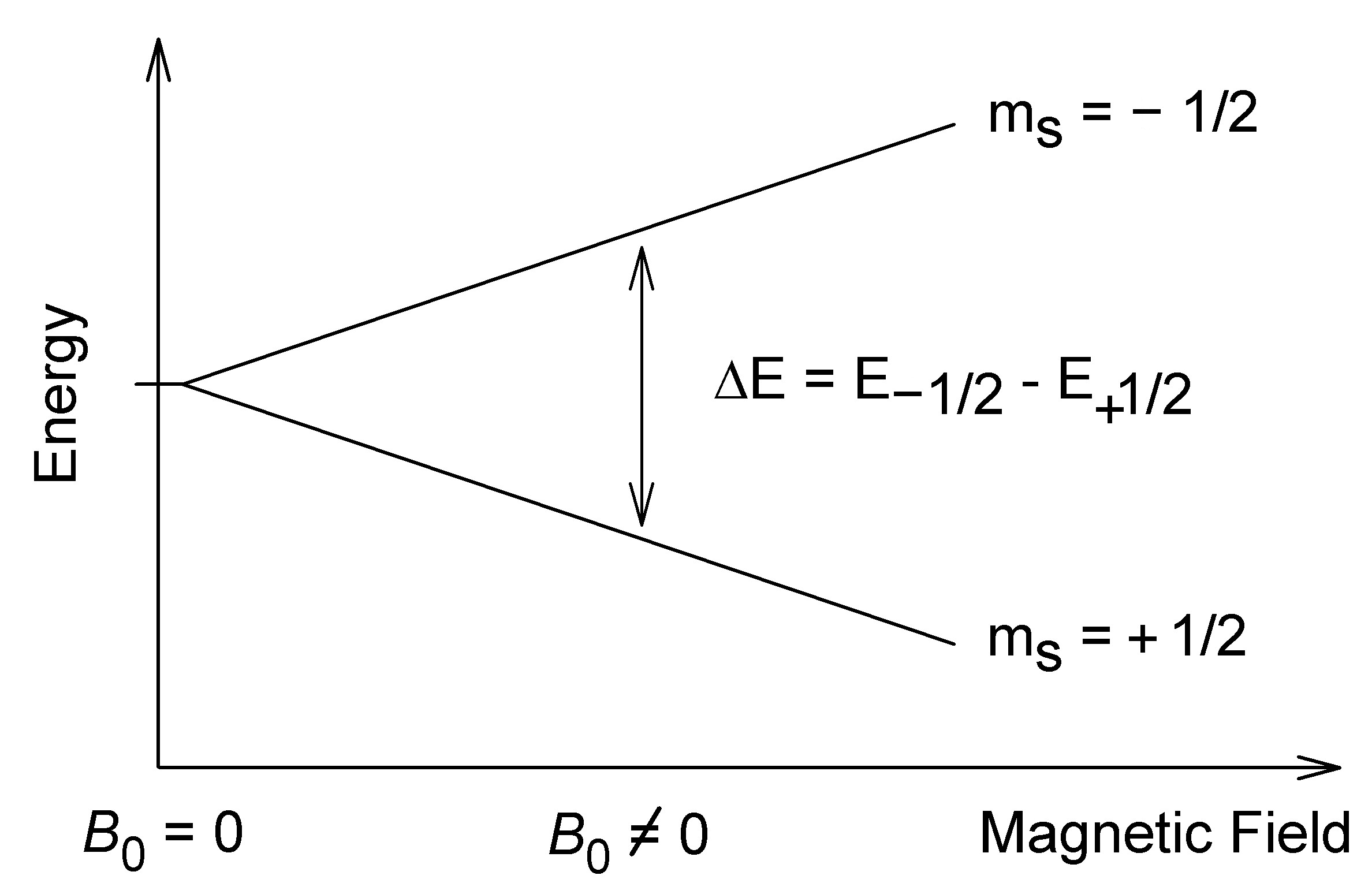
核自旋在静磁场作用下的能级分裂

一个量子数为 1/2 的自旋在 {\displaystyle z} 轴上具有两个本征态，通常用 {\displaystyle \left|\alpha \right\rangle } 和 {\displaystyle \left|\beta \right\rangle } 表示，即塞曼本征态。它们遵循以下本征方程：

本征态 {\displaystyle \left|\alpha \right\rangle } 的本征值为 1/2，并在 {\displaystyle z} 轴上极化，有时被称为“自旋向上”状态；{\displaystyle \left|\beta \right\rangle } 的本征值为 -1/2，并在 {\displaystyle -z} 轴上极化，被称为“自旋向下”状态。当施加与 {\displaystyle z} 轴平行的磁场 {\displaystyle B} 时，自旋哈密顿算符 {\displaystyle {\hat {H}}} 与角动量算符 {\displaystyle {\hat {I_{z}}}} 成正比：
 其中拉莫频率 {\displaystyle \omega =-\gamma B}。因此，状态 {\displaystyle \left|\alpha \right\rangle } 和 {\displaystyle \left|\beta \right\rangle } 同时也是自旋哈密顿算符的本征态，其本征值为 {\displaystyle \mp {\frac {1}{2}}\omega }，为本征态的能量（单位为 {\displaystyle \hbar } ）。:231-4

#### 核量子态跃迁
自旋向上与向下的数量遵循玻尔兹曼分布，它们之间的能极差为： 
 当对系统施加能量相等的光子时，会有部分自旋向上的自旋激发为自旋向下。停止施加光子时，系统会在一段时间（弛豫时间）后恢复平衡态，在此期间自旋向下退激为向上状态，并释放光子。

## 衍生现象
在核磁共振的过程中，核自旋会与其周围环境会发生各种作用，包括电子、其他原子核自旋等，从而衍生出许多其他现象。

### 弛豫
弛豫（Relaxation），或译作弛缓，指的是在核磁共振过程中核自旋磁性强度与方向受到射频脉冲后恢复热平衡态的过程，所经历的时间即弛豫时间，能反映原子或分子中各个原子的微观运动状态。核磁共振波谱学与磁共振成像中均有对这一现象的运用。:543-95 :24-57

### 化学位移
化学位移（Chemical shift）指的是原子核自旋在磁场中的核磁共振频率相对于同种核的某个标准共振频率数值的偏移，来源于不同的同种原子核所在的微观环境的差异，主要由原子核外围电子的屏蔽效应导致。该现象在核磁共振波谱学中至关重要，可通过其了解实验样品的分子结构。:195-206 :386-95

## 应用

### 核磁共振波谱

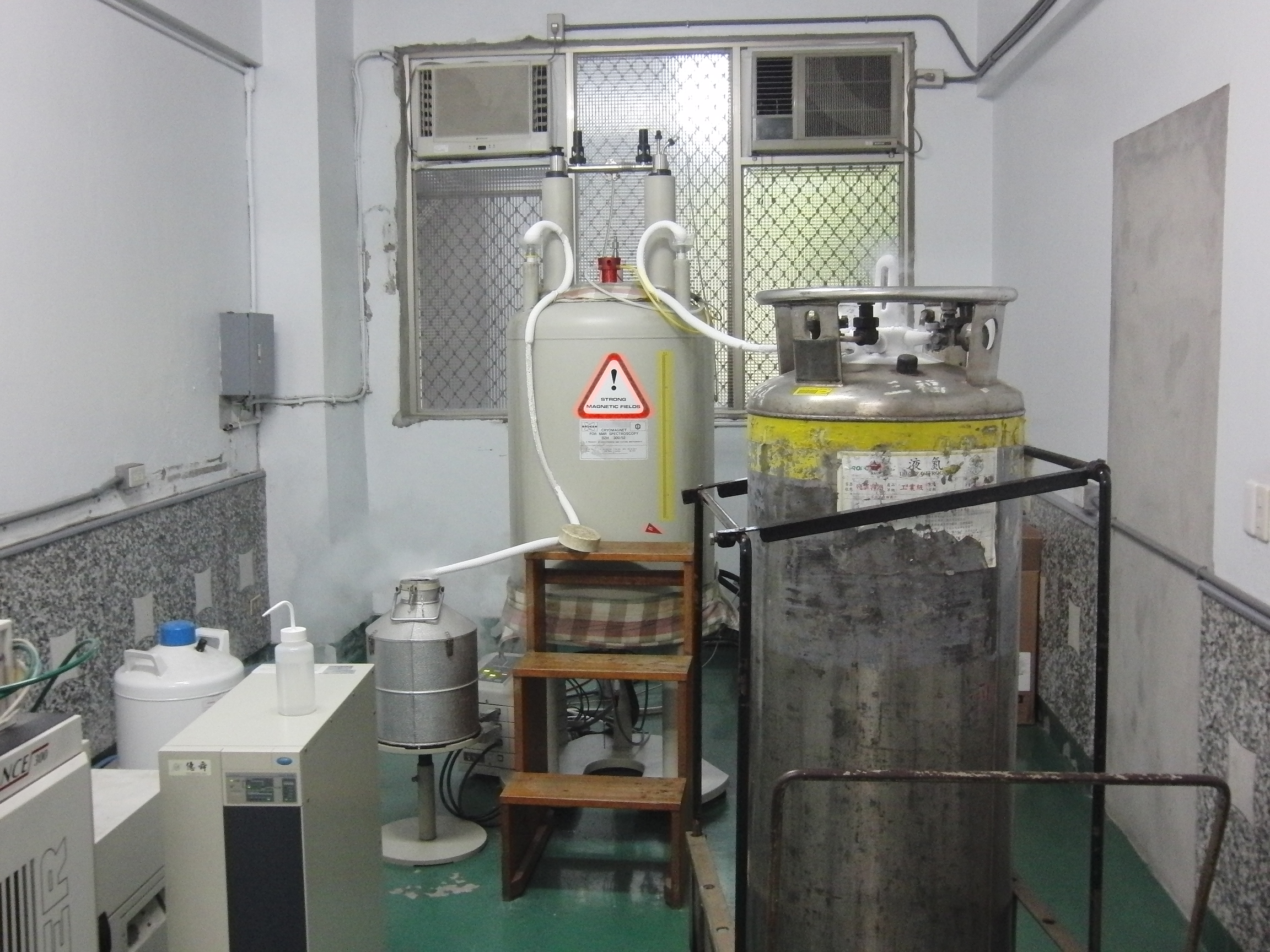
核磁共振儀是靠著超導線圈來運作的，需要在極低温的工作環境下才可運作。圖為正在幫核磁共振儀增添冷卻用的液態氮

核磁共振谱技术，简称NMR，是将核磁共振现象应用于分子结构测定的一项技术。对于有机分子结构测定来说，核磁共振谱扮演了非常重要的角色，核磁共振谱与紫外光谱、红外光谱和质谱一起被有机化学家们称为“四大名谱”。目前对核磁共振谱的研究主要集中在1H和13C两类原子核的图谱。
对于孤立原子核而言，同一种原子核在同样强度的外磁场中，只对某一特定频率的射频场敏感。但是处于分子结构中的原子核，由于分子中電子雲分布等因素的影响，实际感受到的外磁场强度往往会发生一定程度的变化，而且处于分子结构中不同位置的原子核，所感受到的外加磁场的强度也各不相同，这种分子中電子雲对外加磁场强度的影响，会导致分子中不同位置原子核对不同频率的射频场敏感，从而导致核磁共振信号的差异，这种差异便是通过核磁共振解析分子结构的基础。原子核附近化学键和电子云的分布状况称为该原子核的化学环境，由于化学环境影响导致的核磁共振信号频率位置的变化称为该原子核的化学位移。
耦合常数是化学位移之外核磁共振谱提供的另一个重要信息，所谓耦合指的是临近原子核自旋角动量的相互影响，这种原子核自旋角动量的相互作用会改变原子核自旋在外磁场中进动的能级分布状况，造成能级的裂分，进而造成NMR谱图中的信号峰形状发生变化，通过解析这些峰形的变化，可以推测出分子结构中各原子之间的连接关系。
最后，信号强度是核磁共振谱的第三个重要信息，处于相同化学环境的原子核在核磁共振谱中会显示为同一个信号峰，通过解析信号峰的强度可以获知这些原子核的数量，从而为分子结构的解析提供重要信息。表征信号峰强度的是信号峰的曲线下面积积分，这一信息对于1H-NMR谱尤为重要，而对于最常见的全去耦13C-NMR谱而言，由于峰强度和原子核数量的对应关系并不显著，因而峰强度并不非常重要。
早期的核磁共振谱主要集中于氢谱，这是由于能够产生核磁共振信号的1H原子在自然界丰度极高，由其产生的核磁共振信号很强，容易检测。随着傅立叶变换技术的发展，核磁共振仪可以在很短的时间内同时发出不同频率的射频场，这样就可以对样品重复扫描，从而将微弱的核磁共振信号从背景噪音中区分出来，这使得人们可以收集13C核磁共振信号。
近年来，人们发展了二维核磁共振谱技术，这使得人们能够获得更多关于分子结构的信息，目前二维核磁共振谱已经可以解析分子量较小的蛋白质分子的空间结构。

### 磁共振成像
磁共振成像（Magnetic resonance imaging，MRI）技术是核磁共振在医学领域的应用。人体内含有非常丰富的水，不同的组织，水的含量也各不相同，如果能够探测到这些水的分布信息，就能够绘制出一幅比较完整的人体内部结构图像，磁共振成像技术就是通过识别水分子中氢原子信号的分布来推测水分子在人体内的分布，进而探测人体内部结构的技术。
与用于鉴定分子结构的核磁共振谱技术不同，磁共振成像技术改变的是外加磁场的强度，而非射频场的频率。磁共振成像仪在垂直于主磁场方向会提供两个相互垂直的梯度磁场，这样在人体内磁场的分布就会随着空间位置的变化而变化，每一个位置都会有一个强度不同、方向不同的磁场，这样，位于人体不同部位的氢原子就会对不同的射频场信号产生反应，通过记录这一反应，并加以计算处理，可以获得水分子在空间中分布的信息，从而获得人体内部结构的图像。
磁共振成像技术还可以与X射线断层成像技术（CT）结合为临床诊断和生理学、医学研究提供重要数据。
磁共振成像技术是一种非介入探测技术，相对于X-射线透视技术和放射造影技术，MRI对人体没有辐射影响，相对于超声探测技术，磁共振成像更加清晰，能够显示更多细节，此外相对于其他成像技术，磁共振成像不仅仅能够显示有形的实体病变，而且还能够对脑、心、肝等功能性反应进行精确的判定。在帕金森氏症、阿尔茨海默氏症、癌症等疾病的诊断方面，MRI技术都发挥了非常重要的作用。
由于原理的不同，CT对软组织成像的对比度不高，MRI对软组织成像的对比度大大高于CT。这使得MRI特别适用于脑组织成像。由MRI获取的图像，通过DSI技术，可以得到大脑神经网络的结构图谱，近年来，发表了一系列论文。

### 磁共振探测
磁共振探测（magnetic resonance sounding, MRS）或磁共振测深是MRI技术在地质勘探领域的延伸，通过对地层中水分布信息的探测，可以确定某一地层下是否有地下水存在，地下水位的高度、含水层的含水量和孔隙率等地层结构信息。
目前磁共振探测技术已经成为传统的钻探探测技术的补充手段，并且应用于滑坡等地质灾害的预防工作中，但是相对于传统的钻探探测，磁共振探测设备购买、运行和维护费用非常高昂，这严重地限制了MRS技术在地质科学中的应用。

## 备注
1. ↑  “磁共振成像”舊稱“核磁共振成像”（NMRI），後因其初次應用於醫學影像處於冷戰時期，而且民眾誤以為該檢查具輻射線，而改稱 MRI，去掉 nuclear 字樣，但其原理與 NMR 並無不同。見：. Khan Academy.   [2025-04-05]. （原始内容存档于2022-06-12）. 及McArthur, Robert A. . London Waltham, MA: Academic Press. 2013: 346. ISBN 978-0-12-386945-6. 。